# Guadalupe de Ramírez
Guadalupe de Ramírez è un comune del Messico, situato nello stato di Oaxaca, il cui capoluogo è la località omonima.